# Condado de Cumberland (Carolina del Norte)
El condado de Cumberland (en inglés: Cumberland County, North Carolina), fundado en 1754, es uno de los 100 condados del estado estadounidense de Carolina del Norte. En el año 2000 tenía una población de 302 963 habitantes con densidad poblacional de 50 personas por km². La sede del condado es Fayetteville.

## Geografía
Según la Oficina del Censo, el condado tiene un área total de 1704 km² (657,9 mi²), de la cual 1691 km² (652,9 mi²) es tierra y 16 km² (6,2 mi²) es agua.

### Municipios
El condado se divide en once municipios:
Municipio de Beaver Dam, Municipio de Black River, Municipio de Carvers Creek, Municipio de Cedar Creek, Municipio de Cross Creek, Municipio de Eastover, Municipio de Grays Creek, Municipio de Manchester, Municipio de Pearces Mill, Municipio de Rockfish y Municipio de Seventy-First.

### Condados adyacentes
- Condado de Harnett - norte
- Condado de Sampson - este
- Condado de Blanden - sur
- Condado de Robeson - sudoeste
- Condado de Hoke - oeste
- Condado de Moore - noroeste

## Demografía
En el 2000 la renta per cápita promedia del condado era de $37 466, y el ingreso promedio para una familia era de $41 459. El ingreso per cápita para el condado era de $17 376. En 2000 los hombres tenían un ingreso per cápita de $28 308 contra $22 379 para las mujeres. Alrededor del 12.80% de la población estaba bajo el umbral de pobreza nacional.

## Lugares

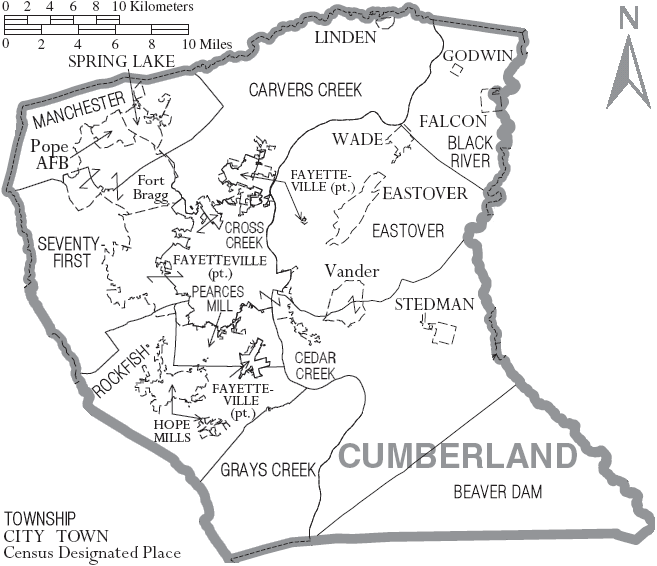
Mapa del Condado de Cumberland en Carolina del Norte con sus municipios

### Ciudades, pueblos, comunidades y bases
- Eastover
- Falcon
- Fayetteville
- Fort Bragg
- Godwin
- Hope Mills
- Linden
- Pope AFB
- Spring Lake
- Stedman
- Vander
- Wade